# Axiodes ennomaria
Axiodes ennomaria là một loài bướm đêm trong họ Geometridae.